# Urupsky (huyện)
Huyện Urupsky (tiếng Nga: ? райо́н) là một huyện hành chính tự quản (raion), của Karachay-Cherkess, Nga. Huyện có diện tích 2782 km², dân số thời điểm ngày 1 tháng 1 năm 2000 là 21900 người. Trung tâm của huyện đóng ở Pregradnaya.